# Стабилизация синапса
Эта страница описывает процесс стабилизации синапсов, опосредованный молекулами клеточной адгезии. Чтобы увидеть связанные статьи, пожалуйста, посетите следующие страницы: Синаптическая пластичность, молекулы клеточной адгезии.

Стабилизация синапса посредством молекул клеточной адгезии

Стабилизация синапса — критически важный процесс как в формирующейся, так и во взрослой нервной системе, который является результатом поздней фазы долговременной потенциации. Механизмы этого процесса включают в себя укрепление и поддержание активных синапсов (через увеличение экспрессии элементов цитоскелета и внеклеточного матрикса, а также постсинаптических структурных белков, опосредующих сигнальные пути) и ликвидацию неактивных. Большую роль в стабилизации и поддержании структуры синапса играют молекулы клеточной адгезии (МКА). Джеральд Эдельман открыл МКА, и, изучая их функции, показал, что эти молекулы необходимы для осуществления процесса миграции клеток в частности, и формирования нервной системы в общем. В сформировавшейся нервной системе синаптическая пластичность, касающаяся обучения и памяти, во многом зависит от работы молекул клеточной адгезии.

## Типы МКА

### Синаптические МКА
Синаптические молекулы клеточной адгезии играют решающую роль в движении аксона во время его роста и установке синаптической связи между нейронами. Они являются неотъемлемыми участниками многих синаптических процессов, таких как правильная регуляция пре- и постсинаптических путей передачи сигнала, циркуляция везикул внутри синапса, интеграция постсинаптических рецепторов и установка элементов цитоскелета, обеспечивающих стабильность синапса как системы.
Синаптические МКА (также известные как нектин-подобные молекулы) представляют собой особый тип синаптических молекул адгезии, найденных у позвоночных, которые способствуют росту и стабилизации возбуждающих (но не тормозных) синапсов. Синаптические МКА локализованы преимущественно в мозге на пре- и постсинаптических участках синапса; их структура включает в себя внутриклеточные белковые домены FERM (домен, опосредующий связь погруженного в мембрану белка с элементами цитоскелета) и PDZ (важный домен, состоящий из ~80 аминокислот, присутствующий у большинства сигнальных молекул, которые участвуют в процессах клеточной адгезии, и, как и FERM, способствующий связи белка с цитоскелетом), один трансмембранный домен и три внеклеточных иммуноглобулярных домена. Во время развития нервной системы, синаптические МКА, такие как SynCAM1, выступают в качестве контактных датчиков для аксонального конуса роста при формировании аксон-дендритных синапсов и стабильного комплекса адгезии.
Наряду с нейролигинами, синаптические МКА — это такие типы молекул клеточной адгезии, которых оказывается достаточно для начала формирования пресинаптических окончаний, что было показано при добавлении этих молекул в среду совместно культивируемых нейрональных и не-нейрональных клеток, где они инициировали формирование пресинаптических терминалей. Связывание двух монофилетических МКА — одной на конусе роста аксона, а другой на дендритном шипике — приводит к установлению первоначального контакта между пре- и постсинаптическим нейронами.
Синаптические МКА относятся к семейству белков-иммуноглобулинов, внедренных в постсинаптическую мембрану и взаимодействующих с постсинаптическим каркасным белком PSD-95, который помогает связать комплекс с подлежащим цитоскелетом.

### Кадгерин-катенин

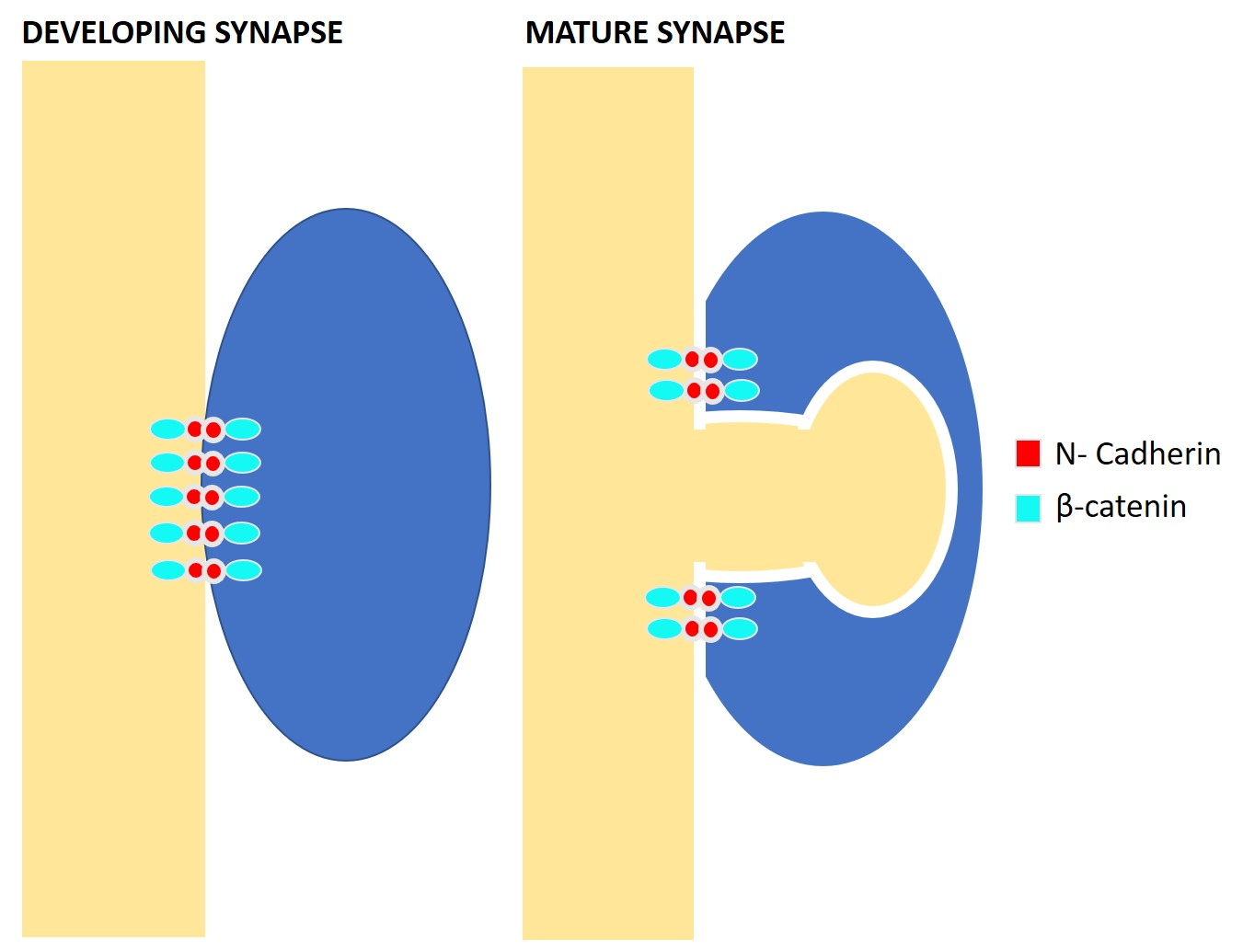
Временное и пространственное распределение N-кадгерина в развивающихся и зрелых синапсах.

Кадгерины — кальций-зависимые, монофилетические молекулы клеточной адгезии, которые формируют комплексы с их внутриклеточными партнерами катенинами. Компоненты этого комплекса связываюся с различными каркасными белками, фосфатазами, киназами и рецепторами. Классические кадгерины имеют пять внеклеточных повторяющиеся сайтов связывания кальция, один трансмембранный домен и внутриклеточный хвост с дистальным, уходящим в цитозоль доменом, который связывает катенин. Недавние работы показали роль кадгерин-катенинового комплекса в различных процессах центральной нервной системы, таких как синаптическая стабилизация и синаптическая пластичность.
Многие кадгерины в ЦНС демонстрируют различные пространственные и временные паттерны экспрессии. Например, N-кадгерин широко выражен в развивающихся синапсах, и, позже, остается у зрелой активной зоны синапса, что подразумевает эффективность этого комплекса как посредника, реагирующего на изменения внутри синапса и т. о. регулирующего его стабильность. В самом деле, локальные изменения синаптической активности оказывают влияние на экспрессию кадгерин-катениновых комплексов. Увеличение активности в конкретном дендритном шипике ведет к димеризации N-кадгерина, который затем расщепляется, приводя к ингибированию действия клеточных факторов транскрипции. Это ингибирование оказывает существенное влияние на синаптическую пластичность.
В случае формирования дендритных шипиков и их дальнейшего прунинга, была предложена и подтверждена нижеследующая гипотеза. Эта гипотеза предполагает, что то, как распределяются между шипиками кадгерин-катениновые комплексы (распределение зависит от функциональной активности шипиков), детерминирует судьбу каждого отдельного дендритного шипика. То есть, внутришипиковая конкуренция за β-катенин определяет, созреет данный шипик или подвергнется отрицательному прунингу. Это является важнейшим механизмом при «процессинге» корковых сетей и происходит на протяжении всего развития нервной системы.

### Нектин
Нектины являются отдельным белковым семейством молекул клеточной адгезии. Эти МКА участвуют в инициации контакта пресинаптического и постсинаптического отростков в процессе образования синапса. В пределах синапса найдены и охарактеризованы 4 типа нектинов, соответственно Нектин-1, −2, −3 и −4. Все связанные с мембраной нектины обладают внеклеточной областью с тремя иммуноглобулин-подобными петелями. Дистальная петля получила название петля V-типа, а две проксимальные петли — петли С2-типа. Несколько нектинов в пределах одной мембраны связываются друг с другом петлями V-типа, формируя кластер нектиновых белков; процесс носит название цис-кластеринг. Когда две клетки — каждая со своим цис-кластером — вступают в контакт, они образуют прочный комплекс (транс-кластер), который обеспечивает адгезию и, в некоторых случаях, сигнализацию между двумя клетками.
Надежные сведения о роли нектинов в синаптической стабилизации получены из изучения синапсов между т. н. волокнами Моссье и дендритами пирамидных клеток в СА3-области гиппокампа. Среди вышеупомянутых типов нектинов в формировании и стабилизации синапсов принимают участие Нектин-1 и Нектин-3, которые заякорены в постсинаптической и пресинаптической мембранах соответственно, где формируют друг с другом гетерофильные внеклеточные контакты. Внутриклеточный домен всех нектинов напрямую связывается с белком под названием L-афадин. L-Афадин — это актин-связывающий белок, который взаимодействует с F-актином актинового цитоскелета. Таким образом, нектины формируют жесткую актиновую каркасную систему, позволяя синапсу развиваться в контролируемой и стабильной среде.
В процессе созревания синапсов в CA3-области гиппокампа, нектины и кадгерины, тесно связанные друг с другом в процессах синаптической стабилизации, смещаются на периферию активной зоны (места высвобождения нейротрансмиттеров) и формируют локальное место адгезии, т. н. Puncta Adherentia Junction (PAJ). PAJ-контакты очень похожи на те адгезионные контакты, которые наблюдаются в эпителиальных тканях. Формирование такого соединения обеспечивает формирующимся пре- и постсинаптическим мембранам пространство для взаимодействия, а в дальнейшем и надежную фиксацию на элементах цитоскелета.

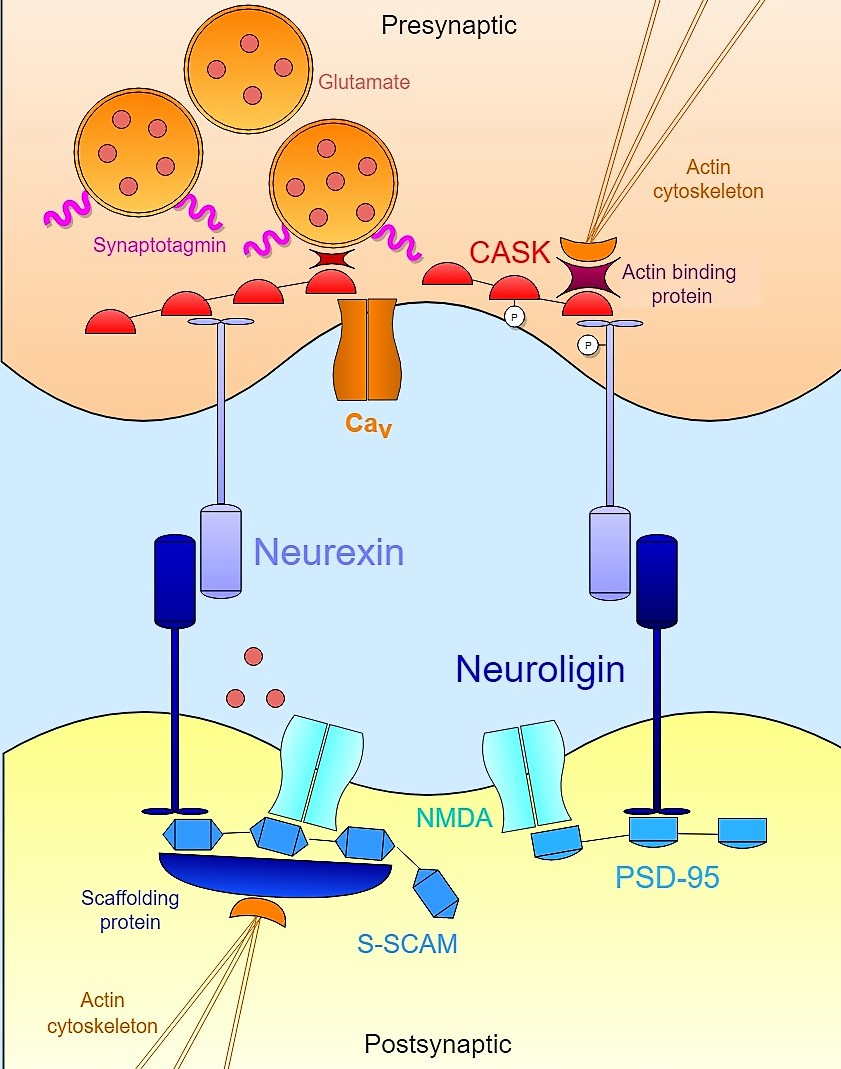
Нейрексин-нейролигиновые взаимодействия способствуют стабилизации синапсов. На пресинаптической мембране нейрексин ассоциирован с синаптотагмином и с кальциевыми каналами. На постсинаптической мембране нейролигин своим PDZ-доменом взаимодействует с каркасными белками, которые помогают рецепторным каналам группироваться вместе.

### Нейрексин-нейролигин
Нейрексин-нейролигиновые взаимодействия помогают сформировать транс-синаптическую функциональную асимметрию, необходимую для стабилизации и поддержания нормальной передачи сигнала. Белок пресинаптической мембраны нейрексин и его связующий партнер, белок постсинаптической мембраны нейролигин, связываются в комплекс на ранних стадиях развития нервной системы, и, как известно, являются мощными индукторами синаптогенеза. Не-нейрональные клетки, которые искусственно экспрессируют нейрексин, способны индуцировать развитие постсинаптической специализации в совместно культивируемых нейрональных клетках; пресинаптическую же специализацию в соседних нейронах стимулируют нейролигин-экспрессирующие клетки. Однако, несмотря на важную роль обоих в процессах синаптогенеза, эти МКА не являются необходимыми для образования нейрональных связей в процессе развития нервной системы. Трижды нокаутированные мыши с мутантными нейрексином и/или нейролигином демонстрировали нормальное количество синапсов, однако процессы синаптической передачи сигнала были нарушены ввиду экспрессии летального фенотипа на эмбриональном этапе развития. Таким образом, нейрексин и нейролигин не нужны для образования синапсов per se, однако жизненно необходимы для созревания и интеграции синапсов в общую систему.
Помимо их внеклеточного связывания друг с другом, нейрексины и нейролигины внутриклеточно взаимодействуют с целой сетью адаптерных белков и каркасных структур, что, во взаимодействии с актиновым цитоскелетом, помогает правильно локализовать необходимые компоненты для осуществления синаптической передачи. Например, первый обнаруженный нейролигин (NLGN1), идентифицированный по его PDZ-домену, связанному с хорошо известным каркасным белком PSD95 в глутаматэргических синапсах, функционально связывает NMDA-рецепторы с локусом на постсинаптической мембране. Схожим образом другая изоформа нейролигина (NLGN2) взаимодействует с каркасным белком гефирином, специфическим для ГАМК-эргических синапсов, и отвечает за активацию адаптерного синаптического белка коллибистина. Внутриклеточные взаимодействия нейрексинов не менее важны в осуществлении важнейших механизмов синаптической передачи. Как и нейролигины, нейрексины обладают PDZ-доменом, связанным с кальций-кальмодулин-зависимой киназой. В дополнение к способности фосфорилировать саму себя и нейрексин, кальмодулин-зависимая киназа способствует взаимодействию между нейрексинами и актин-связывающими белками, обеспечивая прямую связь, посредством которой нейрексины модулируют динамику цитоскелета, что, в конечном итоге, имеет важное значение для синаптической пластичности и стабильности. Нейрексин может также связывать синаптотагмин, белок, встроенный в мембрану синаптических пузырьков; помимо этого, он способствует связыванию с потенциал-зависимыми кальциевыми каналами, которые опосредуют ионный ток, необходимый для экзоцитоза нейротрансмиттеров. Таким образом, нейрексин и нейролигин координируют морфологические и функциональные аспекты синапса, что, в свою очередь, позволяет возникающим, незрелым контактам стабилизироваться в полноценные функциональные платформы для нейротрансмиссии.

### Эфрин-Eph сигналинг

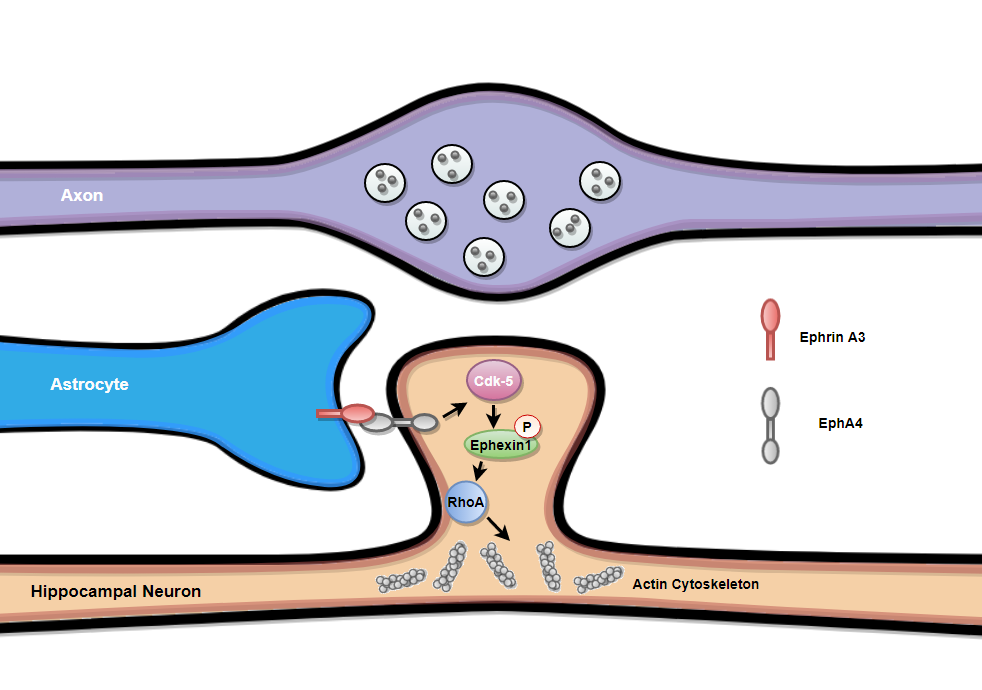
Эфрин-A3/EphA4 сигналинг инициирует каскад реакций, направленных на регуляцию активного цитоскелета.

Нетрадиционные молекулы адгезии, таких как эфрины (семейство белков, являющихся лигандами eph-рецепторов), также играют свою роль в стабилизации синаптических контактов. Eph-рецепторы и их эфриновые лиганды вовлечены во множество различных клеточных процессов, протекающих во время развития и созревания организма, в том числе в процессы аксонального наведения, миграции нейронов, синаптогенеза и синаптического прунинга. В гиппокампе морфология дендритных шипиков может регулироваться астроцитами через двунаправленный эфрин/Eph-сигналинг. Астроциты и их отростки экспрессируют Эфрин-А3, в то время как гиппокампальные нейроны богаты рецепторами EphA4-типа. Это взаимодействие, опосредованное Эфрин-А3/EphA4-сигналингом, индуцирует отбор и активацию циклин-зависимой киназы 5 (Cdk5), которая затем фосфорилирует эфексин (ephexin1), один из факторов обмена гуаниновых нуклеотидов (GEFs). Фосфорилированный, ephexin1 затем может активировать RhoA, малую ГТФазу, что приводит к последующей активации её эффектора, RhoA-киназы, в результате чего, в свою очередь, происходит перераспределение актиновых филаментов. С помощью этого механизма, астроцитарные отростки способны стабилизировать отдельные дендритные ветви, а также созревание их шипиков через ephrin/Eph-сигналинг. Интересно, что прямой сигналинг, включающий активацию EphA4, приводит к стабилизации синаптических белков в нервно-мышечных соединениях. Как и в EphA4/Эфрин-A3-опосредованном нейрон-глиальном взаимодействии, этот процесс регулирует динамику актинового цитоскелета посредством активации RhoA-киназы черeз эфексин.
Эфрин-B/EphB сигналинг также участвует в стабилизации синапса с помощью различных механизмов. Эти молекулы содержат цитоплазматические хвосты, которые взаимодействуют с каркасными белками через их PDZ-домены, стабилизируя новообразованные в ЦНС синапсы. Например, эфрин-B3, взаимодействуя с адаптерным белком глутаматных рецепторов (GRIP-1), регулирует развитие возбуждающих дендритных окончаний. Этот процесс, впервые исследованный в культуре гиппокампальных нейронов, показал, что обратный Eph/эфрин-B3 сигналинг приводит к связыванию GRIP1 с мембраной постсинаптического окончания. Попадая на постсинаптическую мембрану, GRIP1 помогает закреплять на ней глутаматные рецепторы. Этот процесс также включает фосфорилирование серинового остатка вблизи карбоксильного конца эфрина-B (в проксимальном направлении к PDZ-связывающему мотиву), что приводит к стабилизации рецепторов АМРА-типа в синапсах.
Еще один механизм, обнаруженный в нейронах гиппокампа, показал, что EphB-сигналинг может способствовать созреванию дендритных шипиков путем регуляции активности ГТФазы Rho-типа, как это наблюдается с EphAs. Но в отличие от EphAs, EphB2-рецепторы, как было показано, взаимодействуют с постсинаптическими NMDAR-рецепторами и, под воздействием эфрина-B, связывают в комплекс Tiam1, один из факторов обмена гуаниновых нуклеотидов. Фосфорилирование Tiam1 происходит в ответ на активность NMDAR рецепторов, что дает дорогу притоку кальция, активирующему Tiam1. Этот механизм также может приводить к перестройкам в актиновом цитоскелете. Интересно, что в результате такой стабилизации и прямой EphB2-сигналинг, и обратный эфрин-B3-сигналинг приводят к эффекту долговременной потенциации через NMDAR рецепторы.